# Prywilla (hromada Czerkaśke)
Prywilla (ukr. Привілля) – wieś na Ukrainie, w obwodzie donieckim, w rejonie kramatorskim. W 2001 liczyła 1458 mieszkańców, wśród których 1387 jako ojczysty język wskazało ukraiński, 67 rosyjski, 3 białoruski, a 1 inny.